# Стефанелли, Франческо
Франческо Стефанелли (итал. Francesco Stefanelli ; 1999, Сан-Марино) — виолончелист из Сан-Марино, представитель Сан-Марино на Евровидении для молодых музыкантов 2016 и Евровидении для молодых музыкантов 2018.

## Биография
Франческо Стефанелли родился в Сан-Марино в 1999 году. Он с отличием окончил Институт музыкальных исследований Джованни Леттими в Римини в возрасте 15 лет. Он продолжил обучение у Энрико Диндо в Академии виолончели в Павии и консерватории Лугано до 2019 года. В настоящее время он учится в Высшей школе музыки Королевы Софии в Мадриде у профессора Дж. Йенс Петер Майнц и в Национальной академии Санта-Чечилия в Риме с Джованни Соллимой.
Он посещал мастер-классы Йенса-Петера Майнца, Вольфганга Эмануэля Шмидта, Ивана Монигетти, Франса Хелмерсона, Антонио Менесеса, Томаса Деменги и Азьера Поло. Он получил 1-ю премию на Международном конкурсе виолончелистов имени Антонио Джанигро в Хорватии (2016), 2-ю премию на Международном конкурсе виолончелистов имени Кшиштофа Пендерецкого в Кракове (2018), 3-ю премию на Rahn Musikpreis в Цюрихе (2018), премию Тартини в Падуе (2021), 3-ю премию на Международном конкурсе Jeunesses Musicales в Белграде (2022).
Франческо получил стипендию Европейского музыкального фонда Yamaha (2016) и премию Маура Джорджетти за филармоническую работу в Миланском театре Скала (2015). Он получал стипендии от Музыкальной ассоциации De Sono, Международной академии музыки в Лихтенштейне, Eskas от правительства Швейцарии. Он выступал в качестве солиста в зале Сметаны в Праге с Северочешским филармоническим оркестром, в Кельне с оркестром WDR Sinfonieorchester, в Падуе с Венецианским симфоническим оркестром, в Белграде с симфоническим оркестром RTS, а также в составе дуэта виолончелистов и фортепиано в таких городах, как Сиена — Музыкальная академия Киджиана, Кремона — Музей скрипки и Театр Понкьелли, Бергамо — Сала Пьятти, Флоренция, Турин, Равенна, Цюрих, Лугано, Любек, Эдинбург, Пореч, Краков, Пезаро, Рим. Он записал Аркадский концерт Давида Фонтанези для виолончели с оркестром I Virtuosi Italiani Orchestra.